# CZ P-10 C
CZ P-10C — компактный полуавтоматический пистолет с УСМ ударникого типа. Произведён компанией Česká zbrojovka (CZ) в Чехии. Он был представлен в 2017 году после разработки, начавшейся в 2014 году. Оружие предназначено для самообороны и использования в вооруженных силах.
CZ P-10C имеет ударостойкий и термостойкий полимерный каркас армированный стекловолокном, и три сменных лямки. Магазины взаимозаменяемы с CZ P-07, но не наоборот.
CZ P-10C является прямым конкурентом австрийскому Glock 19 . Пистолеты имеют очень похожие характеристики, однако Глок на 68г легче, на 2,5 мм короче и имеет иной угол захвата.

## История
P-10C — первый пистолет с УСМ ударникого типа производства CZ. Буква C в названии означает компактность. Эргономика P-10 °C аналогична эргономике CZ 75 с новой системой спускового крючка, которая делает его «более эффективным и простым в обращении».
Пистолет CZ P-10 F выбран вооружёнными силами ФРГ по результатам объявленного в ноябре 2024 года конкурса.

## Детали конструкции
P-10C — полуавтоматический пистолет с УСМ ударникого типа. Данный тип спусковой системы предотвращает выстрел из оружия, если спусковой крючок не нажат полностью, даже если пистолет падает. Другие функции безопасности включают несколько предохранителей, один из которых механически блокирует ударник, а другой предотвращает выстрел из пистолета при извлечении магазина.
Рама изготовлена из армированного волокном полимера, а затвор — из стали. Ствол изготовлен методом холодной ковки из стали с черным нитридным покрытием. Прицельные приспособления пистолета железные с трехточечной системой, которые после воздействия света становятся ночными прицелами.
Спусковая скоба большая, подходит для пальцев разной ширины и удобна для стрельбы в перчатках. Имеет подрез для более эргономичной посадки.
Заводской спусковой крючок P-10C имеет короткий спуск, который ощущается тактильно и слышимо. Нажатие на спусковой крючок оценивается в 20 Н.
Новый пистолет P-10C от CZ поставляется в запираемом пластиковом футляре с ручкой для переноски, двумя магазинами на 15 патронов, тросовым замком, щеткой и шомполом для чистки, а также руководством для использования.
Имеет пластину для покрытия фрезерованной части затвора, если оптика не установлена. Целик и мушка были обновлены для повышения точности стрельбы. Двусторонние кнопки освобождения магазина были заменены одной большей кнопкой, которой можно менять позицию в зависимости от требований стрелка.
CZ представила полноразмерную модель (P-10F) и субкомпактную модель (P-10S) P-10 в октябре 2018 года. В то время как у P-10C ствол 10,21 см, у полноразмерной модели ствол 11,43 см, а у субкомпакта ствол 8,89 см. Полноразмерная модель вмещает 19 патронов (один в патроннике) а субкомпакт вмещает 12 патронов (также один в патроннике). Как и новая модель P-10C, представленная в сентябре, они обе оснащены оптикой.
В марте 2020 года CZ представила P10M (Micro-Compact), который вмещает 7 патронов (один в патроннике).

## Пользователи
- Чехия
- Польша
- Германия

## Награды
CZ P-10 °C был удостоен награды «Пистолет года 2017» по версии журнала Guns & Ammo .